# Batter (Baseball)

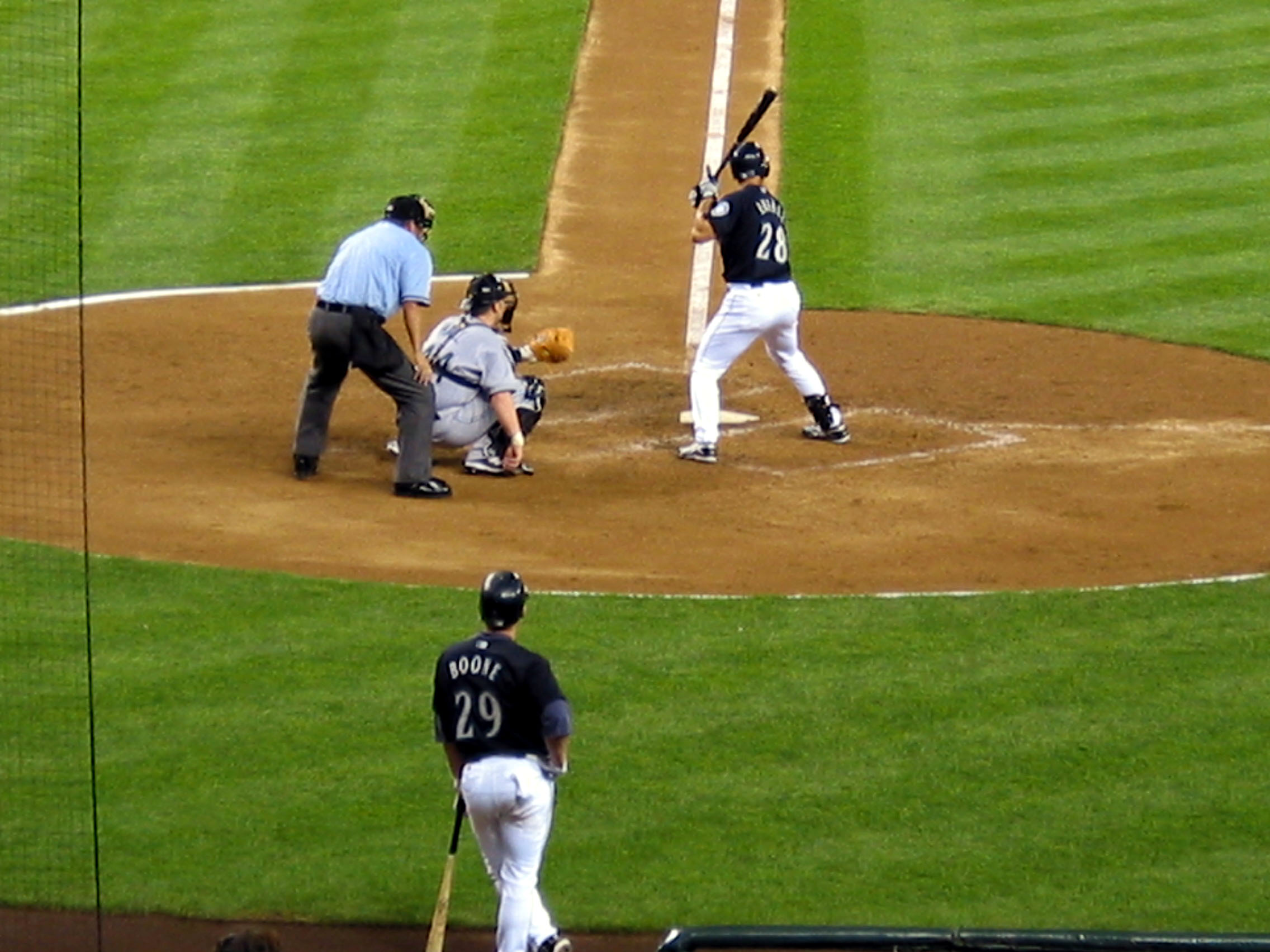
Eine At-Bat-Situation

Der Batter (auf Deutsch auch Schlagmann) ist derjenige Offensivspieler im Baseball- und Softball-Sport, der gerade versucht, den Ball zu schlagen. Batter und Hitter sind synonym gebrauchte Begriffe. Der Begriff leitet sich vom Bat ab, der Bezeichnung für das Schlagholz im Baseball.

## Spieler als Batter
Ein Spieler wird solange als Batter bezeichnet, wie er in der sogenannten Batter’s Box zum At Bat steht und dort den vom Pitcher geworfenen Ball zum Schlag erwartet. Die Batter’s Box ist der für den Batter reservierte Bereich des Spielfeldes, aus dem heraus ausschließlich der Ball geschlagen werden darf. Andererseits schützt dieser Bereich auch den Spieler, z. B. bei Catcher’s Interference.

## Aufgabe des Batters
Aufgabe des Batters ist es, den von der Defensivmannschaft ins Spiel gebrachten Ball mit einem Schlag oder einem Bunt mit dem Schläger so im Spielfeld zu platzieren, dass er selbst oder schon auf einer der Bases stehende Runner eine oder mehrere Bases vorrücken können, ohne von der Defensivmannschaft „Aus“ gemacht zu werden.
Die Rolle als Batter wird von allen Spielern einer Mannschaft rotationsmäßig nacheinander ausgeübt – in manchen Ligen mit Ausnahme des Pitchers (dazu siehe Designated Hitter). Die Reihenfolge, in der die Spieler als Batter zum Schlag antreten, wird im sogenannten Line-Up festgelegt und ist für das jeweilige Spiel unveränderlich.

## Nach dem At-Bat

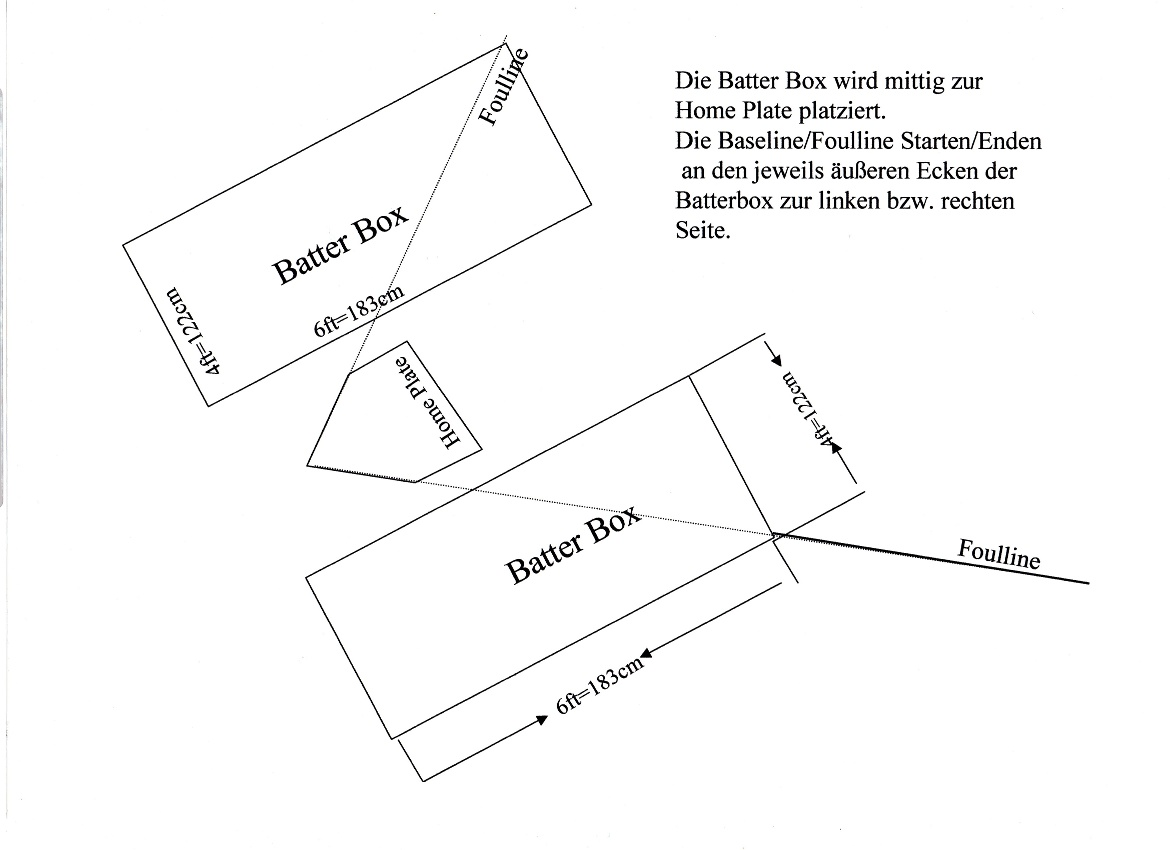
Schema einer Batter’s Box

Gelingt dem Batter ein Schlag und verlässt er die Batter’s Box, um zur ersten Base zu rennen, so wird er als Batterrunner bezeichnet, nach Erreichen des ersten Bases nur noch als Runner. Ein Batter wird ebenfalls dann zum Runner, wenn er durch eine andere Aktion als einen Schlag, beispielsweise einen Walk oder Hit by Pitch geschützt zur ersten Base vorrücken darf.
Genaue Erklärung und Erläuterung des Spielprinzips siehe Baseball.

## Training
Da das Werfen der Bälle für den Pitcher sehr anstrengend ist und in einem Spielkader viele Spieler das Schlagen der Bälle trainieren müssen, wird meist mit einer automatischen Ballwurfmaschine, einer sogenannten Pitching Machine, trainiert.